# Persone di nome Ladislav
| Questa pagina contiene informazioni ricavate automaticamente dalle voci biografiche con l'ausilio del template Bio e di un bot. L'aggiornamento è periodico e automatico e ricostruisce completamente la pagina. Se manca una persona in questa lista, sei pregato di non aggiungerla, ma accertati piuttosto che la sua voce biografica contenga il template Bio e che i dati anagrafici siano correttamente compilati. Se il template Bio manca, inseriscilo tu stesso o, in alternativa, metti l'avviso {{tmp\|Bio}} che ne segnala la mancanza. Se i dati riportati sono sbagliati, correggi direttamente la voce biografica; le modifiche saranno visibili in questa lista entro pochi giorni. Per chiarimenti vedi il progetto antroponimi. La lista contiene solo le 71 persone che sono citate nell'enciclopedia e per le quali è stato implementato correttamente il template Bio. Pagina aggiornata al 16 ott 2024. |

Questa è una lista di persone presenti nell'enciclopedia che hanno il prenome Ladislav, suddivise per attività principale.

## Allenatori di calcio(8)
- Ladislav Jurkemik, allenatore di calcio e ex calciatore cecoslovacco (Jacovce, n. 1953)
- Ladislav Kuna, allenatore di calcio e calciatore cecoslovacco (Hlohovec, n. 1947 - Bratislava, † 2012)
- Ladislav Molnár, allenatore di calcio e ex calciatore slovacco (Sládkovičovo, n. 1960)
- Ladislav Novák, allenatore di calcio e calciatore cecoslovacco (Louny, n. 1931 - Ostředek, † 2011)
- Ladislav Pecko, allenatore di calcio e ex calciatore slovacco (Krásno nad Kysucou, n. 1968)
- Ladislav Putyera, allenatore di calcio e calciatore cecoslovacco (Šaľa, n. 1926 - Nitra, † 2004)
- Ladislav Škorpil, allenatore di calcio e ex calciatore ceco (Hradec Králové, n. 1945)
- Ladislav Ženíšek, allenatore di calcio e calciatore cecoslovacco (Vinohrady, n. 1904 - † 1985)

## Allenatori di pallacanestro(1)
- Ladislav Krnáč, allenatore di pallacanestro e giornalista slovacco (n. 1927 - † 2010)

## Architetti(1)
- László Hudec, architetto slovacco (Banská Bystrica, n. 1893 - Berkeley, † 1958)

## Astronomi(1)
- Ladislav Brožek, astronomo slovacco (Plzeň, n. 1952)

## Attori(1)
- Ladislav Beran, attore e coreografo ceco (n. 1967)

## Botanici(1)
- Ladislav Josef Čelakovský, botanico ceco (Praga, n. 1834 - † 1902)

## Calciatori(24)
- Ladislav Almási, calciatore slovacco (Bratislava, n. 1999)
- Ladislav Hlaváček, calciatore cecoslovacco (Veltruby, n. 1925 - Praga, † 2014)
- Ladislav Jetel, calciatore boemo (n. 1886 - † 1914)
- Ladislav Jirasek, calciatore tedesco (n. 1927 - † 1977)
- Ladislav Józsa, calciatore cecoslovacco (Csávoly, n. 1948 - Sládkovičovo, † 1999)
- Ladislav Kačáni, calciatore e allenatore di calcio cecoslovacco (Lučenec, n. 1931 - Bratislava, † 2018)
- Ladislav Kareš, calciatore cecoslovacco (Praga, n. 1919 - † 2001)
- Ladislav Koubek, calciatore cecoslovacco (n. 1920 - † 1992)
- Ladislav Krejčí, calciatore ceco (Praga, n. 1992)
- Ladislav Krejčí, calciatore ceco (Rosice, n. 1999)
- Ladislav Maier, ex calciatore ceco (Boskovice, n. 1966)
- Ladislav Michalík, ex calciatore cecoslovacco (n. 1941)
- Ladislav Mráz, calciatore cecoslovacco (n. 1909 - † 1962)
- Ladislav Pavlovič, calciatore cecoslovacco (Prešov, n. 1926 - Prešov, † 2013)
- Ladislav Petráš, ex calciatore cecoslovacco (Prievidza, n. 1946)
- Ladislav Přáda, calciatore cecoslovacco (Roupov, n. 1932 - Praga, † 1995)
- Ladislav Šimůnek, calciatore cecoslovacco (n. 1916 - † 1969)
- Ladislav Takács, calciatore ceco (n. 1996)
- Ladislav Tomaček, ex calciatore slovacco (Galanta, n. 1982)
- Sláva Vaněk, calciatore boemo (Plzeň, n. 1883 - † 1960)
- Ladislav Veselský, calciatore cecoslovacco (Vlašim, n. 1902 - † 1960)
- Ladislav Vízek, ex calciatore cecoslovacco (Chlumec nad Cidlinou, n. 1955)
- Ladislav Volešák, calciatore ceco (Hradištko pod Medníkem, n. 1984)
- Ladislav Čulík, calciatore cecoslovacco (n. 1909 - † 1987)

## Canoisti(1)
- Ladislav Škantár, canoista slovacco (Kežmarok, n. 1983)

## Cantanti(1)
- 75 Cents, cantante croato (Zagabria, n. 1933 - Zagabria, † 2010)

## Cestisti(4)
- Ladislav Demšar, cestista e allenatore di pallacanestro jugoslavo (Novi Sad, n. 1929 - † 1992)
- Ladislav Prokop, cestista cecoslovacco (n. 1917)
- Ladislav Sokolovský, ex cestista, allenatore di pallacanestro e dirigente sportivo ceco (Přerov, n. 1977)
- Ladislav Trpkoš, cestista e allenatore di pallacanestro cecoslovacco (Vysoké Mýto, n. 1915 - † 2004)

## Combinatisti nordici(1)
- Ladislav Rygl, ex combinatista nordico ceco (Vrchlabí, n. 1976)

## Direttori d'orchestra(1)
- Ladislav Slovák, direttore d'orchestra slovacco (Veľké Leváre, n. 1919 - Bratislava, † 1999)

## Fondisti(1)
- Ladislav Švanda, ex fondista cecoslovacco (Praga, n. 1959)

## Ginnasti(1)
- Ladislav Vácha, ginnasta cecoslovacco (Brno, n. 1899 - Zlín, † 1943)

## Hockeisti su ghiaccio(2)
- Ladislav Lubina, hockeista su ghiaccio ceco (Dvůr Králové nad Labem, n. 1967 - † 2021)
- Ladislav Nagy, hockeista su ghiaccio slovacco (Šaca, n. 1979)

## Nuotatori(1)
- Ladislav Bačík, nuotatore e pallanuotista cecoslovacco (Piešťany, n. 1933 - Piešťany, † 2016)

## Pallanuotisti(1)
- Ladislav Švehla, pallanuotista cecoslovacco

## Pesisti(1)
- Ladislav Prášil, pesista ceco (n. 1990)

## Pistard(1)
- Ladislav Fouček, pistard cecoslovacco (Praga, n. 1930 - Monaco di Baviera, † 1974)

## Pittori(1)
- Ladislav Čemický, pittore e grafico slovacco (Čemice, n. 1909 - Stupava, † 2000)

## Poeti(2)
- Ladislav Novák, poeta e pittore ceco (Turnov, n. 1925 - Třebíč, † 1999)
- Laco Novomeský, poeta, saggista e giornalista slovacco (Budapest, n. 1904 - Praga, † 1976)

## Politici(1)
- Ladislav Adamec, politico cecoslovacco (Frenštát pod Radhoštěm, n. 1926 - Praga, † 2007)

## Presbiteri(1)
- Lado Piščanc, presbitero e poeta sloveno (Trieste, n. 1914 - Circhina, † 1944)

## Saltatori con gli sci(1)
- Ladislav Dluhoš, ex saltatore con gli sci ceco (Čeladná, n. 1965)

## Scacchisti(2)
- Ladislav Mišta, scacchista ceco (Olomouc, n. 1943 - † 2010)
- Ladislav Prokeš, scacchista e compositore di scacchi cecoslovacco (Praga, n. 1884 - Praga, † 1966)

## Scenografi(1)
- Ladislav Vychodil, scenografo slovacco (Hačky, n. 1920 - Bratislava, † 2005)

## Scrittori(4)
- Ladislav Fuks, scrittore ceco (Praga, n. 1923 - † 1994)
- Ladislav Klíma, scrittore ceco (Domažlice, n. 1878 - Praga, † 1928)
- Ladislav Mňačko, scrittore, poeta e drammaturgo slovacco (Valašské Klobouky, n. 1919 - Bratislava, † 1994)
- Ladislav Nádaši-Jégé, scrittore e critico letterario slovacco (Dolný Kubín, n. 1866 - Dolný Kubín, † 1940)

## Tennisti(2)
- Ladislav Legenstein, ex tennista austriaco (Čakovec, n. 1926)
- Ladislav Žemla, tennista ceco (Praga, n. 1887 - Praga, † 1955)

## Tiratori a segno(1)
- Ladislav Falta, tiratore a segno cecoslovacco (Opočno, n. 1936 - † 2021)

## Vescovi cattolici(2)
- Ladislav Hlad, vescovo cattolico cecoslovacco (Plzeň, n. 1908 - Moravec, † 1979)
- Ladislav Hučko, vescovo cattolico slovacco (Prešov, n. 1948)